# Betsy DeVos
Betsy DeVos (8 de enero de 1958) es una empresaria y política estadounidense, que fue secretaria de Educación de los Estados Unidos desde su designación por el presidente Donald Trump y posterior confirmación en el Senado  el 7 de febrero de 2017 hasta el 8 de enero de 2021.
Se hizo conocida como una militante republicana a favor de los cheques escolares, de las escuelas charter y de la school choice.
Su confirmación contó con la férrea oposición del Partido Demócrata, resultando un empate 50-50 en el proceso, con el desempate —por primera y única vez en la historia de la confirmación de gabinetes— del vicepresidente Mike Pence de manera afirmativa el 7 de febrero de 2017.
Renunció el 7 de enero de 2021, después del asalto al Capitolio de los Estados Unidos. Su renuncia entró en vigor el 8 de enero de 2021, doce días antes de que terminara su mandato.